# Cobogó
Cobogó és la denominació que rep el maó buit que complementa parets o murs, possibilitant una major ventilació i lluminositat en l'interior de l'immoble, ja sigui residencial, comercial o industrial. El seu nom deriva de les primeres lletres dels cognoms dels tres enginyers brasilers que el van projectar a Recife a finals dels anys vint: el portugués Amadeu Oliveira Coimbra, l'alemany Ernest August Boeckmann i el brasiler Antônio de Góis. Està inspirat en les gelosies.
Els cobogós dibuixen un mosaic geomètric i exerceixen com a element decoratiu funcional, que permet el pas d'aire i llum sense restar privadesa als ocupants de l'edifici ni perjudicant la resistència estructural del mateix. Fou emprat per diversos membres del modernisme brasiler, com Niemeyer o Costa.
Inicialment, els cobogós eren fets de ciment. Amb la seva popularització, es va diversificar la gamma de materials, emprant argila, vidre, ceràmica o formigó; variant-ne també el format i disseny. Al tractar-se d'elements prefabricats i de baix cost, el seu ús va estendre's àmpliament durant el boom de la construcció de les dècades de 1950 i 1960.